# Synagoga w Dąbrowie Tarnowskiej

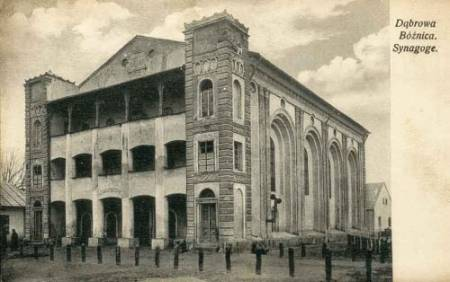
Synagoga, okres międzywojenny

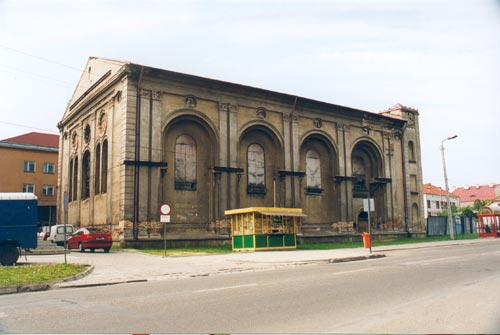
Synagoga przed renowacją, widok od północnego wschodu

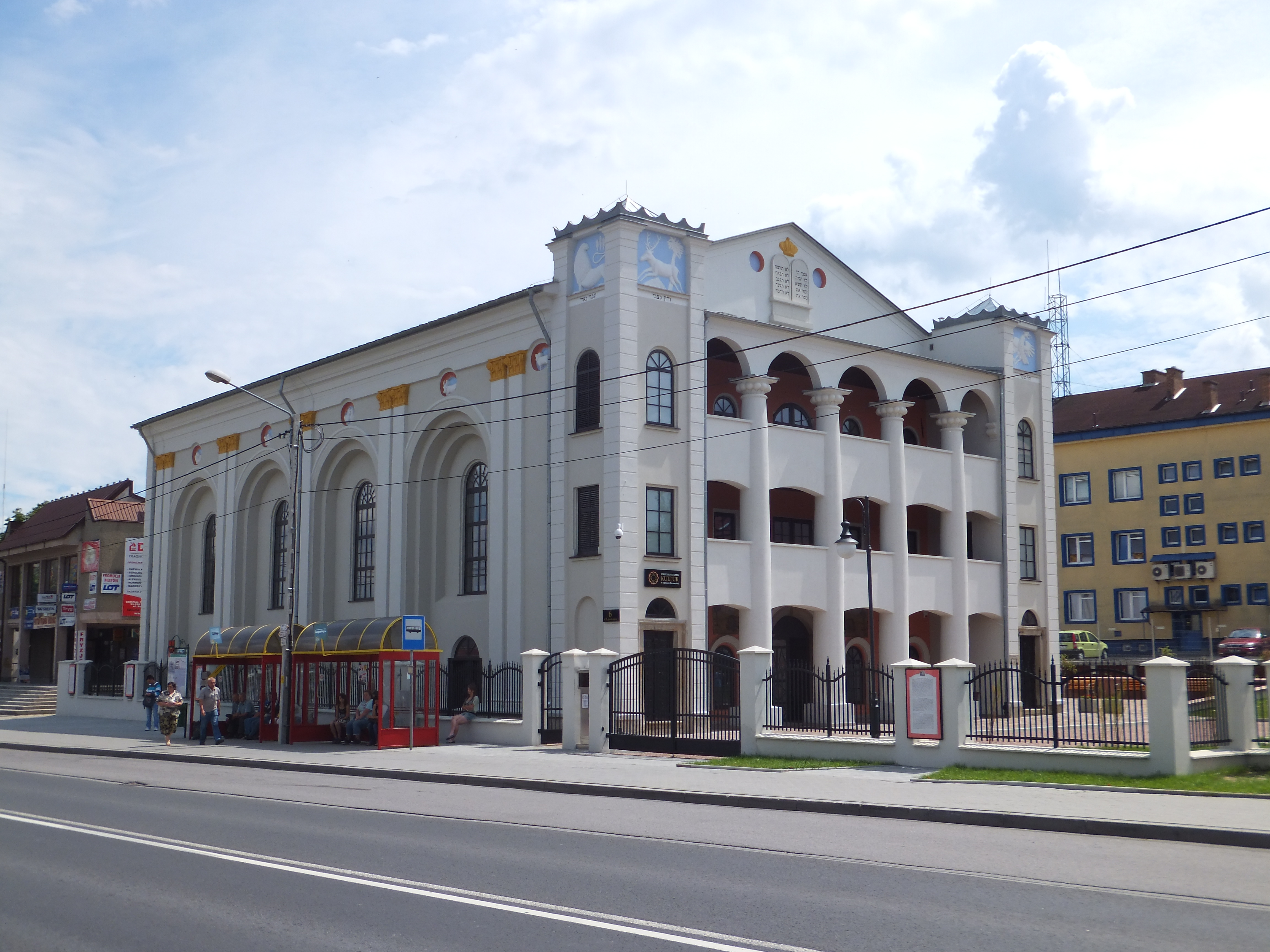
Synagoga, stan z 2012 r. – po renowacji (widok od północnego zachodu). Siedziba Ośrodka Spotkania Kultur.

Synagoga w Dąbrowie Tarnowskiej – synagoga znajdująca się w Dąbrowie Tarnowskiej przy ulicy Berka Joselewicza. Jest największą zachowaną synagogą w województwie małopolskim. Od 2012 funkcjonuje w budynku Centrum Spotkania Kultur oraz przestrzeń wystawowa.

## Historia

### Budowa i pierwsze lata
Synagoga została zbudowana w drugiej połowie XIX wieku według projektu żydowskiego architekta i inżyniera Abrahama Goldsteina. Głównym fundatorem był Ajzyk Stern. Dokładna data zakończenia budowy to najprawdopodobniej 1 kwietnia 1863 roku. Prace budowlane i wykończeniowe przy niej trwały w latach 1855-1860. Nie ma jednak żadnych danych, które pozwoliłyby na uściślenie tych liczb. Niepełnych informacji dostarcza korespondencja pomiędzy fundatorem a miejscowym stolarzem Joselem Süssem z 1863 roku, z której wynika, że ten ostatni w tym roku wykonał dla synagogi 14 okien i 2 drzwi.
Jeszcze na początku XX wieku przy budynku stała mała, drewniana synagoga, w której modlili się wyłącznie Żydzi ortodoksyjni. Na początku tego stulecia zbudowano po stronie wschodniej mykwę, którą rozebrano po zakończeniu II wojny światowej. Podczas I wojny światowej synagoga uległa zniszczeniu. Zaraz po wojnie gruntownie została odnowiona, dzięki funduszom jednego z mieszkańców Dąbrowy – Golda. W latach 1936–1937 przeszła generalny remont pod nadzorem Doroty Mertz z Tarnowa, podczas którego dobudowano do fasady w miejsce drewnianej konstrukcji, wielki, trójkondygnacyjny krużganek.

### II wojna światowa i lata 1945–1989
Podczas II wojny światowej hitlerowcy zdewastowali synagogę, następnie urządzili w niej magazyn, który funkcjonował do 1970 roku. Po zakończeniu wojny miejscowi Żydzi modlili się początkowo w przedsionku, a około 1950 roku urządzili dom modlitwy w bocznym pomieszczeniu przylegającym do sieni przejściowej. Wykonano tam wówczas skromny, lecz kompleksowy wystrój malarski ścian, który przetrwał do XXI w.. Po II wojnie nowo powstała Kongregacja Wyznania Mojżeszowego w Dąbrowie Tarnowskiej próbowała odzyskać prawo własności do synagogi. Mimo nakazu sądu nie uczyniono tego.
Mała synagoga funkcjonowała do końca lat 60. Wtedy to pozostali Żydzi przenieśli się do małej bożniczki przy ulicy Daszyńskiego. W 1971 roku synagoga przeszła na własność Skarbu Państwa. Dokumenty potwierdzające zrzeczenie się przez Zarząd Główny Związku Religijnego Wyznania Mojżeszowego działki wraz z synagogą pochodzą z 11 maja 1971 roku. Zastrzeżono, że ma zostać przeznaczona na cele kulturalno-oświatowe. W 1972 roku profesor Wiktor Zin opracował projekt i dokumentację przebudowy synagogi na dom kultury. W głównej sali modlitewnej miała znajdować się obrotowa sala taneczna. Prace rozpoczęto w połowie lat 70. XX w., a przerwane zostały reorganizacją administracji i służb konserwatorskich. Wykopano kilkumetrową nieckę w sali głównej i postawiono las rusztowań. W 1976 roku dach pokryto blachą, zaprzestając jednocześnie dalszych prac, od tego czasu synagoga zaczęła popadać w ruinę.

### Po 1989
W grudniu 2006 roku, na mocy decyzji wojewody małopolskiego, Skarb Państwa przekazał synagogę gminie Dąbrowa Tarnowska. Dla gminy jest to wielki kłopot, gdyż nie stać jej na gruntowny remont bożnicy. Szacuje się, że aby obiekt powrócił do dawnej świetności potrzebna jest suma od 8 do 10 milionów złotych.
W marcu 2007 roku doszło do spotkania władz miejskich z Andrzejem Ceterą, kierownikiem delegatury Wojewódzkiego Urzędu Ochrony Zabytków i Tadeuszem Jakubowiczem, przewodniczącym Gminy Wyznaniowej Żydowskiej w Krakowie. Podczas spotkania proszono gości o pomoc przy ratowaniu synagogi, tzn. o podjęcie wspólnych, skoordynowanych działań mających na celu uzyskanie dotacji na renowację budynku. Wspomniano także o możliwości sprzedaży synagogi wraz z działką w przypadku ich nieuzyskania w drodze przetargu ofertowego. Według planów w budynku ma się znaleźć siedziba Małopolskiego Muzeum Judaistycznego Muzeum Powiśla Dąbrowskiego oraz Muzeum Polonijnego. Planuje się także, aby w salach budynku zostały zaprezentowane pozostałości alianckiego samolotu Handley Page Halifax, który został zestrzelony w okolicach Dąbrowy Tarnowskiej.
W kwietniu tego samego roku złożone zostały do Ministerstwa Kultury i Dziedzictwa Narodowego oraz do Sejmiku Województwa Małopolskiego, wnioski o uzyskanie pieniędzy w kwocie 100 tysięcy złotych na sfinansowanie kosztów uzyskania koniecznych ekspertyz technicznych i konserwatorskich. Jako udział własny zaproponowano 5 tysięcy złotych. Taką samą kwotę zaproponowała Gmina Wyznaniowa Żydowska w Krakowie. Otrzymano 50 tysięcy złotych, co stanowiło 90% kosztów wykonania planowanych ekspertyz. W tym samym miesiącu w Starostwie Powiatowym w Dąbrowie Tarnowskiej odbyło się konferencja dotycząca ratowania synagogi, w której uczestniczył marszałek województwa małopolskiego Marek Nawara, wicemarszałek Roman Ciepiela oraz parlamentarzyści.
W październiku 2007 roku gmina Dąbrowa Tarnowska podpisała umowę z Ministerstwem Kultury i Dziedzictwa Narodowego i otrzymała uzyskane wcześniej fundusze. Wkrótce przeprowadzono ekspertyzę budynku przez zespół ekspertów z Politechniki Krakowskiej pod kierownictwem dr. inż. Stanisława Kaczmarczyka, którzy stwierdzili, że budowli grozi katastrofa budowlana. Ekspertyzy dotyczyły: fundamentów, ścian, sklepień, dachu, rzeźb, polichromii oraz innych detali wystroju. Zrobiono także wytyczne do projektów budowlanych, które będą wykonane w kolejnym etapie.
Na początku 2008 roku gmina wysłała kolejny wniosek o dofinansowanie do Ministerstwa Kultury i Dziedzictwa Narodowego. Uzyskano 800 tysięcy złotych na wykonanie prac zabezpieczających wycenionych na 936 tysięcy złotych. 50 tysięcy złotych dołożyła Gmina Wyznaniowa Żydowska w Krakowie, a samorząd lokalny 80 tysięcy. Oprócz tego otrzymano 20 tysięcy złotych z Sejmiku Województwa Małopolskiego na opracowanie projektu budowlanego.
31 lipca 2008 roku uchwałą Zarządu Województwa Małopolskiego synagoga została wpisana na listę obiektów XI edycji Małopolskich Dni Dziedzictwa Kulturowego organizowanych w maju 2009 roku. W sierpniu 2008 roku rozstrzygnięto przetarg na roboty zabezpieczające synagogę, które rozpoczęto w drugiej połowie września tego roku. Remont polegał na naprawie dachu i wzmocnieniu jego konstrukcji. Odbudowano sklepienia wewnątrz budynku. Synagoga miała otrzymać żelbetowe stropy, a jej ściany zostać wzmocnione.

### Ośrodek Spotkania Kultur
W 2009 roku samorząd Gminy Dąbrowa Tarnowska otrzymał dotację, która została przyznana w ramach Małopolskiego Regionalnego Programu Operacyjnego na lata 2007-2013, współfinansowanego z Europejskiego Funduszu Rozwoju Regionalnego. Dzięki dofinansowaniu z MRPO miano wykonać renowację architektoniczno-konserwatorską i budowlano-wykonawczą, w wyniku której budynek miał zostać przystosowany do pełnienia funkcji Ośrodka Spotkania Kultur. Zadanie inwestycyjne, które umożliwiło powstanie Ośrodka, zostało sfinansowane ze środków Unii Europejskiej i samorządów lokalnych. Ośrodek Spotkania Kultur rozpoczął swoją działalność w strukturach Dąbrowskiego Domu Kultury 5 czerwca 2012 r. OSK jest miejscem dialogu międzykulturowego, stanowi nowoczesną, mobilną ekspozycję, która w razie potrzeby zamienia się na salę koncertową, scenę i widownię teatru, miejsce lekcji historii i regionalizmu.
Synagoga jest udostępniona do zwiedzania. Wstęp jest biletowany. Oprócz Sali Modlitw zobaczyć można przedmioty codziennego użytku z przeszłości, które znajdują się na piętrze oraz w piwnicach Synagogi. 

## Architektura
Murowany z czerwonej cegły z użyciem kamienia i orientowany budynek synagogi wzniesiono na planie prostokąta, w stylu eklektyczno-klasycystycznym z licznymi elementami mauretańsko-orientalnymi. Jest jednonawowa, niepodpiwniczona, czteroprzęsłowa, z przęsłem frontowym szerszym od pozostałych. Na parterze mieszczą się dwa przedsionki rozdzielone sienią, a w kondygnacjach wyższych babińce otwarte na główną salę modlitewną.
Całość jest nakryta dachem dwuspadowym, o łagodnych spadkach połaci. Więźba jest drewniana o konstrukcji krokwiowo-płatwiowej, ze stolcami, nakryta blachą i deskami. Pod dachem w części frontowej zachowała się konstrukcja stropu babińca. Sklepienia i łuki sklepienne podparte są stemplami.
Synagoga jest usytuowana na niewielkiej działce oznaczonej numerem 876 o powierzchni 728 metrów kwadratowych. Budowla stoi kalenicowo do ulicy. Budynek o powierzchni 610 metrów kwadratowych posiada kubaturę wynoszącą 8500 metrów sześciennych.

### Fasada
Fasadę flankują dwie narożne, smukłe wieże na rzucie kwadratu, nieznacznie przewyższające połacie dachu. Nakryte są daszkami namiotowymi, które zasłaniają niskie attyki. Ściany wież ujęte są pilastrami, z rowkami boniowania. Na wyższej kondygnacji znajdują się okna o półkolistym wykroju, w niższych prostokątne bez obramowań. Otwory wejściowe do klatek schodowych w wieżach znajdują się w kamiennych portalach, sfazowanych z dekoracją reliefową w nadprożach. Nad wejściem znajduje się półkoliste nadświetle. U szczytu wież znajdują się po dwie płaskorzeźby biblijnych zwierząt, obok których widniały wyryte w tynku hebrajskie napisy: lampart – bądź śmiały, jak lampart, orzeł – bądź lekki, jak orzeł, lew – bądź silny, jak lew, jeleń – bądź rączy, jak jeleń.
Pomiędzy wieżami znajduje się kolumnowy portyk z trójkondygnacyjną galerią, wspartą na czterech, masywnych, ceglanych kolumnach z korynckimi głowicami. Kondygnacja parteru i pierwszego piętra posiadają wykrój arkad o spłaszczonych łukach. Kondygnacja najwyższa posiada arkady półkoliste, znajdujące się pomiędzy kapitelami kolumn. Masywne balustrady zachowały się w całości. Na szczycie budynku znajduje się dekoracja w kształcie tablic Dekalogu.

### Elewacje boczne
Czteroosiowe elewacje boczne rozczłonkowane są zdwojonymi pilastrami, których kapitele ozdobione są reliefami z przedstawieniami znaków zodiaku. Pomiędzy pilastrami, w niszach znajdują się cztery duże, przesklepione okna o półkolistym wykroju, z glifami zwężającymi się uskokowo. Stolarka okienna jest drewniana i drobnokwaterowa. W nadprożach nisz znajdują się plakiety z przedstawieniami zwierząt.

### Elewacje tylne
Pięcioosiowa elewacja tylna podzielona jest płytkimi pilastrami z dekoracją kapiteli. Otwory okienne znajdują się w trzech osiach. W środkowej osi znajduje się duże okno o półkolistym wykroju, nad którym znajduje się okulus z rozetą. Po bokach znajdują się zdwojone okna zakończone półkoliście, z dekoracją rozetową pomiędzy łukami nadproży.

### Wnętrze

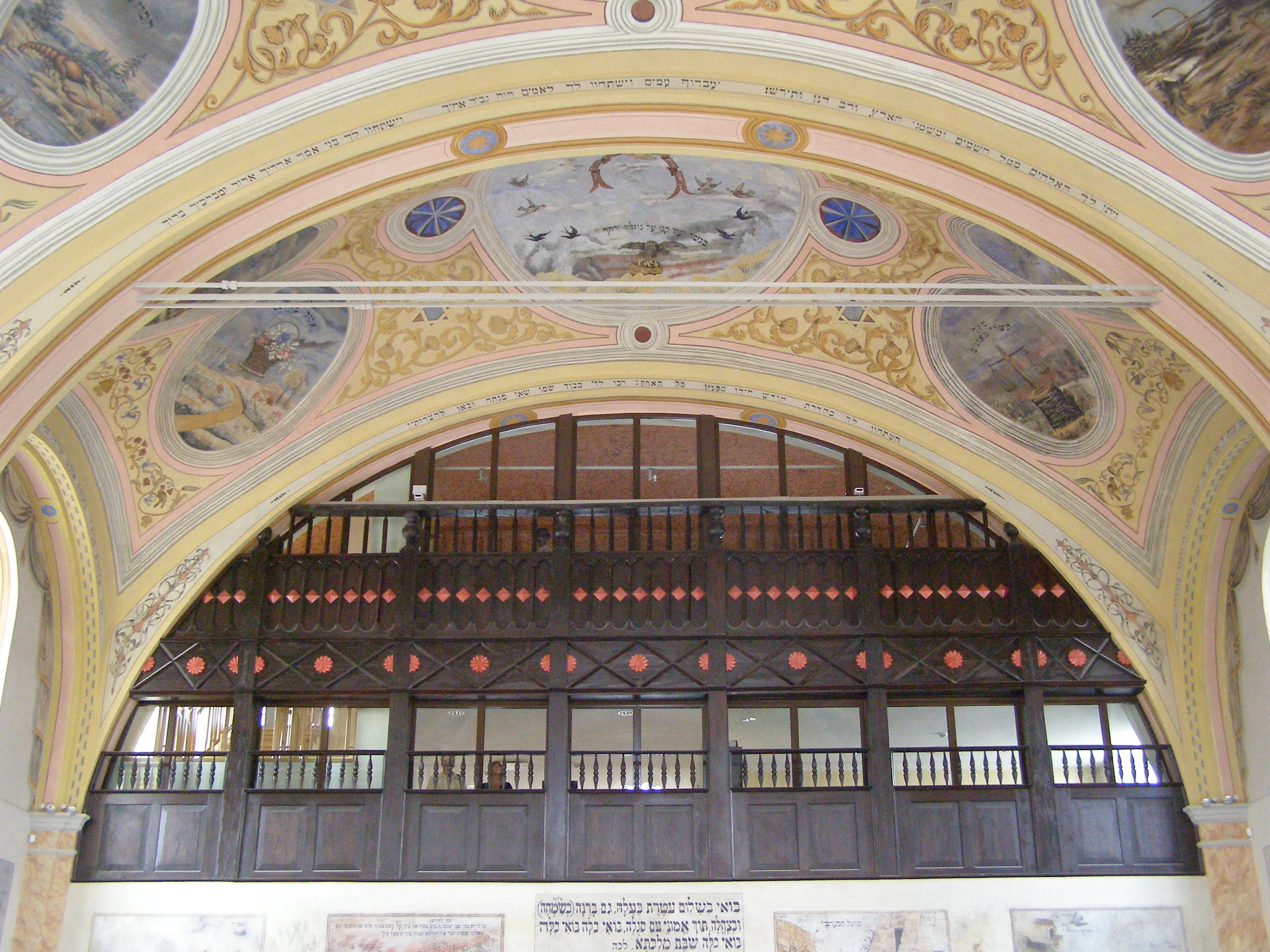
Wnętrze synagogi po renowacji

We wnętrzu synagogi zachował się bogaty wystrój malarski, gdzie polichromie przetrwały w głównej sali modlitewnej, a ponadto w sieni przejściowej i dwu salkach doń przylegających, na dwóch kondygnacjach babińca, a także na elewacjach wschodniej i zachodniej. Według tradycji, autorami malowideł byli włoscy artyści, bracia Fenichel z Mielca lub malarze z Buska. Prace prowadzone wewnątrz budynku wykazały, że pod obecnymi polichromiami jest druga warstwa malarska, nawiązująca do tradycji barokowych.
We wschodniej części synagogi znajduje się obszerna główna sala modlitewna, do której wchodzi się przez przedsionek, nad którym znajdują się dwie, otwarte do wnętrza kondygnacje babińca. Nawa posiada sklepienie beczkowe z wydzielonymi pasami sklepiennymi. Takie same znajdują się w przedsionkach Sień pierwotnie posiadała pułap belkowy.
Na spłaszczonym sklepieniu sali głównej zachowało się tondo z dwukrotnym przedstawieniem orła w locie: u dołu nad gniazdem z pisklętami, przy tym inskrypcja: „Jak orzeł, co gniazdo swoje ożywia, nad pisklętami swoimi krąży, rozwija swe skrzydła i bierze je, na sobie samym je nosi” (Pwt 32,11), powyżej z młodymi na skrzydłach, przy tym inskrypcja: „Wyście widzieli, co uczyniłem Egiptowi, jak niosłem was na skrzydłach orlich i przywiodłem was do Mnie” (Wj 19,4). Na suficie widnieje także Lewiatan połykający własny ogon, będący symbolem czasów mesjańskich. Do niedawna we wschodniej części sklepienia znajdowało się przedstawienie Tory w postaci rozłożonego zwoju. Ta partia malowideł odpadła w ostatnim czasie wraz z tynkiem. Na pozostałej części sklepienia znajduje się przedstawienie nieba, gdzie gwiazda Dawida pełni rolę gwiazdek rozsianych po nim.
Na ścianie południowej zachowało się XX-wieczne malowidło przedstawiające menorę, gdzie symetrycznie do niej na ścianie północnej znajduje się stół na chleby pokładne opatrzony inskrypcją: „I uczynisz wokoło listwę na cztery palce szeroką i zrobisz wieniec złoty dokoła dla tej listwy” (Wj 25,30). Na tych ścianach w bliskim sąsiedztwie wschodniej znajdują się międzywojenne przedstawienia instrumentów muzycznych.
Na ścianie wschodniej zachowały się dwie inskrypcje fundacyjne, obejmuje dwie kamienne, polichromowane tablice; w skróconej wersji ponadto na elewacji wschodniej (relief w tynku, litery pomalowane) oraz w okulusie ściany wschodniej (blacha ażurowa), wszystkie pierwotne, z chronogramem 652, który odpowiada dacie 1864-1865. Na balustradzie galerii dla kobiet zachowały się inskrypcje z personaliami osób, które wykupiły stałe miejsca w synagodze.
Na pozostałych ścianach zachowały się liczne malowidła przedstawiające sceny biblijne, w tym widoki miejsc świętych, których zachowało się 16, z czego połowa w babińcach. Jedną z popularnych scen jest potop, symbolizujący koniec kataklizmu, a także „Nad rzekami Babilonu”, która jest przedstawiana jako pejzaż z widokiem miasta i przepływającą obok rzeką, przy której rosną wierzby, a na nich zawieszone są instrumenty muzyczne. Synagoga jest także jedną z siedmiu w Polsce, w której zachował się pełny cykl zodiakalny. Ciekawym zjawiskiem jest wyobrażenie skorpiona, przedstawianego jako jaszczurka lub krokodyl. Na jednej ze ścian zachowało się przedstawienie kosza z pierwocinami plonów.
W synagodze płaskie pola rzeczywistych elementów architektonicznych (pilastrów, lizen, gurtów) uzyskały iluzyjną przestrzenność przez namalowanie głowic, cokołów, nisz, płycin, żłobkowania, profilowań, z jednoczesnym imitowaniem tworzywa.

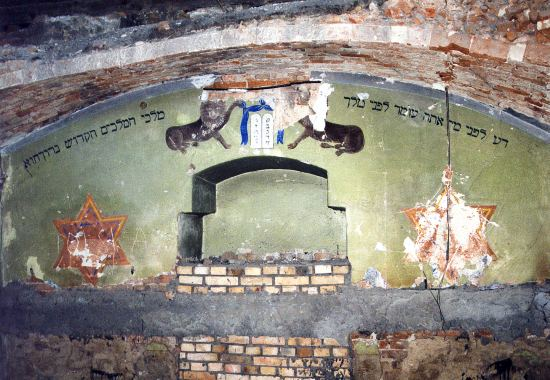
Wnętrze małej synagogi

W przedsionku synagogi namalowane są na dwóch ścianach banderole z inskrypcjami: To miejsce należy do Świętego Bractwa Wiecznego Światła oraz To miejsce należy do Świętego Bractwa Czyniącego Miłosierdzie. Na ścianach synagogi zachowały się także upomnienia różnego rodzaju. Powszechne były upomnienia dotyczące godnego zachowania się w bóżnicy i nie przeszkadzania w nabożeństwie. Do dziś zachowały się także dwie pary zdobionych, dwuskrzydłowych drzwi, posiadające płyciny oraz bogaty detal w formie rombów i rozet kwiatowych.

### Mała synagoga
W latach 50. XX wieku w jednym z bocznych pomieszczeń synagogi, w której umieszczono salę modlitewną, wykonano skromny, lecz kompleksowy, wystrój malarski ścian, który przetrwał, pomimo półwiecza braku konserwacji. Nad Aron ha-kodesz znajdują się tablice Dekalogu, które symbolicznie adoruje para lwów. Jest to jeden z najmłodszych przykładów w Polsce. Popularnym motywem w salce jest także gwiazda Dawida.
- Synagoga jest obiektem, który stanowi wartość zabytkową. Została ona wpisana do krajowego rejestru zabytków nieruchomych pod numerem A-324 w dniu 18 maja 1989 roku.